# 젠역
젠역(일본어: 膳駅, ぜんえき)은 일본 군마현 마에바시시에 있는 조모 전기 철도 조모 전기 철도 조모 선의 역이다.

## 역 구조
단선 승강장 1면 1선의 지상역으로 무인역이다.

## 역 주변
- 이세노모리카미 늪
- 이세노모리시타 늪
- 신메이구 신사
- 젠 성
- 젠 성터 공원
- 가스카와 역사 민속 자료관
- 가스카와 출토 문화재 관리 센터

## 역사
- 1928년 11월 10일: 영업 개시.

## 인접역
| ■ 조모 전기 철도 조모 선   | ■ 조모 전기 철도 조모 선 | ■ 조모 전기 철도 조모 선 |
| -------------------------- | ------------------------ | ------------------------ |
| 가스카와 주오마에바시 방면 |                          | 니이사토 니시키류 방면   |